# Przysłop (Zawoja)
Przysłop – przysiółek wsi Zawoja w Polsce, położony w województwie małopolskim, w powiecie suskim, w gminie Zawoja.
W latach 1975–1998 przysiółek administracyjnie należał do województwa bielskiego.

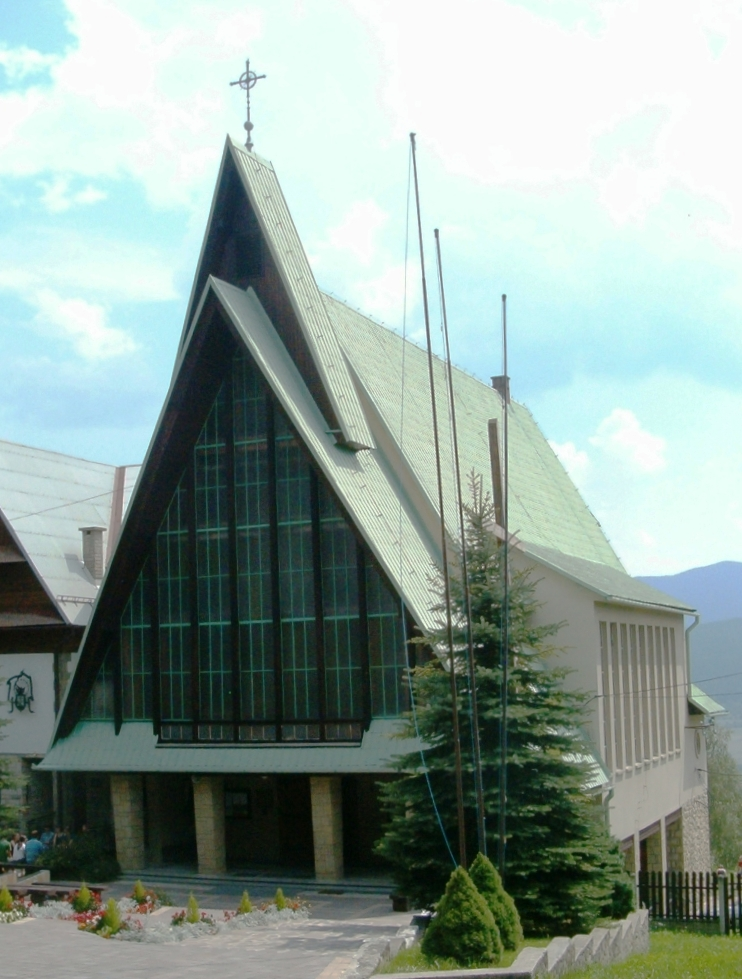
Klasztor Karmelitów w Zawoi – Przysłopie

Przysiółek położony jest  w północnej części miejscowości, przy drodze łączącej Zawoję ze Stryszawą, w pobliżu przełęczy o tej samej nazwie. Pola i zabudowania Przysłopu znajdują się po obydwu stronach tej przełęczy, na południowych i wschodnich stokach góry Magurka (872 m) oraz północno-wschodnich góry Kiczora (905 m).
Najważniejszym zabytkiem Przysłopu jest Klasztor Karmelitów Bosych. Atrakcję turystyczną stanowi również zlokalizowana tu elektrownia wiatrowa.
Szlaki turystyczne w Zawoi – Przysłop:
 centrum Zawoi – Przysłop – Sucha Beskidzka,
 Skawica – Przysłop – Sucha Beskidzka,
 Przysłop – Kiczora – Jałowiec.
Przez Przysłop przebiegają również turystyczne szlaki rowerowe.